# Textilt hantverk
Textilt hantverk syftar på det hantverk som görs av textila material. Det finns olika typer av textila hantverk. 

## Utveckling

### Bakgrund
Textilier har använts vid tillverkning av kläder, husgeråd, möbler, utsmyckning, verktyg och flera andra användningsområden ända sedan tidig tidig stenålder. Djurhudar syddes ihop med hjälp av olika sorters söm, och senare uppfanns tekniker för att binda samma textilfibrer till hela klädnader med hjälp av olika sorters tekniker.
Bland teknikerna för att binda samman textilfibrer till täckande klädnader utvecklades vävning (omlottläggning av ofta vinkelräta trådar) och flätning (även det en omlottläggning), flätning och virkning (där trådarna binds via system av sicksackande trådar) och tovning (enskilda fibrer binds samman helt oorganiserat).
En färdig väv kunde sedan smyckas via olika sorters sömnad, för att skapa mönster eller föreställande bilder.
Alla typer av textila produkter kunde dessutom infärgas med hjälp av olika färgämnen upplösta i vatten.

### Utveckling
Den textila hantverkshistorien inleddes i eller nära hemmet. Med hjälp av nål och tråd, garn och stickor, kardor och enkla vävstolar producerades kläder och andra bruksföremål som del av det dagliga arbetet för uppehället. Till en början handlade det om tillverkning för sig själv och familjen, medan utvecklingen av handel gav drivkrafter till en ökad produktion och födelsen av de första textila hantverksyrkena. Mycket av det tidiga textila hantverket sköttes av kvinnor, under det att män oftare ägnade sig åt matinhämtning längre bort från hemmet.
Textilt hantverk har senare ofta kommit att skötas mer organiserat och i större på särskilda arbetsplatser. I bland annat Sverige ville statsmakten redan under medeltiden knyta allt hantverk till de framväxande städerna, och så småningom gav detta upphov till Skråväsendet.

På 1700-talet skapades manufakturer, där man samlade olika hantverkare i mer organiserad tillverkning, Därefter förvandlade den industriella revolutionen helt förutsättningarna för textila hantverkare, manufakturer och klädestillverkning i stort. I konkurrens med den nya industriella textilproduktionen marginaliserades textilhantverket och dess skråväsende. Under nyare tid har det textila hantverket i åtminstone industrialiserade länder levt vidare som ett medel för tillverkning av utsmyckningar, textil konst och som en fritidssysselsättning. Dess ekonomiska betydelse har därmed minskat starkt.

## Olika typer av textila hantverk
Nedan listas olika typer av textilt hantverk, baserat på framställningssätt och ursprungsmaterial.
- Sömnad: Broderi, Lappteknik, Applikation,
- Flätning/Knutbaserat: Makramé, Frivolitet, Knyppling
- Maskbaserat: Virkning, Stickning, Nålbindning, Påtning, Krokning.
- Vävning: Flamsk vävnad, Mattvävnad, Brickvävning, Linneväveri,
- Tovning: Våttovning, Torrtovning, Valkning,
- Garnframställning: Spinning (textil), Repslagning, Repflätning, Kardeler,
- Färgning: Växtfärgning, Batikfärgning, Kemisk färgning, Tryck

## Verktyg
Inom textilt hantverk används olika typer av verktyg i skapandet av den färdiga produkten. Detta inkluderar olika typer av nålar och stickor, stämplar och stampar samt större anordningar för att tillverka större produkter. Här listas några exempel:
Verktyg: Nål, Virknål, Nålbindningsnål, Torrtovningsnål, Stickor, Vadmalsstamp, Vävstol, Skyttel, Färg

## Relaterade yrken
Med koppling till olika sorters hantverk finns ett antal olika yrken. Detta inkluderar: skräddare, sömmerska, vävare och tapetserare.